# イエメン日本人観光客誘拐事件
イエメン日本人観光客誘拐事件（イエメン にほんじんかんこうきゃく ゆうかいじけん）とは、2008年5月7日にイエメン国内で発生した誘拐事件。2人の日本人観光客が誘拐され、翌日解放された。

## 経緯
2008年5月7日、日本人の団体観光客の一行が、マアリブ郊外のダム及び遺跡を見学して移動する最中、犯行グループが別の車で近づき運転手に銃を突きつけ、車に乗っていた日本人女性2人が誘拐された。観光ツアーの車には治安部隊の護衛がついており、犯行グループと治安部隊で銃撃戦が繰り広げられた。
犯行グループは、中央政府の統治が及ばない部族が支配する昔ながらの地域の出身者達であり、解放にあたっては、部族の長老グループが犯行グループを包囲して交渉が行われたという。犯行の目的、具体的な解放条件などは不明だが、誘拐から8時間弱で犯行グループは「もう終わったので帰す」と告げてホテルに送迎し、日本人観光客は無事解放されるに至った。解放後、犯行グループは逃亡し行方不明。
今回誘拐事件が発生したマアリブ周辺では、外国人が連続して誘拐されるなど事件が多発しており、日本の外務省では海外安全ホームページにて渡航延期勧告を行っていた。しかし、観光ツアーを企画した旅行会社は「現地の旅行会社と連絡を密に取り、安全に旅行できると判断した」として参加者に渡航延期勧告を連絡しなかった。